# فالي هيد
فالي هيد (بالإنجليزية: Valley Head)‏ هي مدينة أمريكية تقع في ولاية ألاباما.تبلغ مساحة هذه المدينة 9 (كم²)،ويبلغ عدد سكانها 658 نسمة حسب إحصاء سنة 2010 م.تشير الإحصاءات بأن الكثافة السكانية في هذه المدينة تقدر بـ(67.9) نسمة/كم2.

## التركيبة السكانية
حدّد مكتب تعداد الولايات المتحدة بيانات التركيبة السكانية لفالي هيد في تعداد الولايات المتحدة. في ما يلي، التركيبة السكانية حسب تعدادي 2000 و2010.

### تعداد عام 2000
بلغ عدد سكان فالي هيد 611 نسمة بحسب تعداد عام 2000، وبلغ عدد الأسر 244 أسرة وعدد العائلات 176 عائلة مقيمة في البلدة. في حين سجلت الكثافة السكانية 62.3 نسمة لكل كيلومتر مربع (161.4/ميل2). وبلغ عدد الوحدات السكنية 269 وحدة بمتوسط كثافة قدره 27.4 لكل كيلومتر مربع (71.0/ميل2).
وتوزع التركيب العرقي للبلدة بنسبة 92.47% من البيض و2.29% من الأمريكيين الأفارقة و0.65% من الأمريكيين الأصليين و0.16% من الأمريكيين ذوي الأصول الآسيوية و0.16% من سكان جزر المحيط الهادئ و4.26% من عرقين مختلطين أو أكثر و2.29% من الهسبانيون أو اللاتينيون من أي عرق.
بلغ عدد الأسر 244 أسرة كانت نسبة 32% منها لديها أطفال تحت سن الثامنة عشر تعيش معهم، وبلغت نسبة الأزواج القاطنين مع بعضهم البعض 54.5% من أصل المجموع الكلي للأسر، ونسبة 14.8% من الأسر كان لديها معيلات من الإناث دون وجود شريك، بينما كانت نسبة 2.9% من الأسر لديها معيلون من الذكور دون وجود شريكة وكانت نسبة 27.9% من غير العائلات. تألفت نسبة 25% من أصل جميع الأسر من عدة أفراد يعيشون في نفس المنزل ونسبة 11.9% كانت تتألف من شخص يعيش بمفرده يبلغ من العمر 65 عاماً أو أكثر. وبلغ متوسط حجم الأسرة المعيشية 2.50، أما متوسط حجم العائلات فبلغ 2.98.
بلغ العمر الوسطي للسكان 37.8 عاماً. وكانت نسبة 24.2% من القاطنين تحت سن الثامنة عشر، وكانت نسبة 9.3% بين الثامنة عشر والرابعة والعشرين عاماً، ونسبة 24.7% كانت واقعةً في الفئة العمرية ما بين الخامسة والعشرين والرابعة والأربعين عاماً، ونسبة 25.2% كانت ما بين الخامسة والأربعين والرابعة والستين، ونسبة 16.5% كانت ضمن فئة الخامسة والستين عاماً فما فوق. يوجد لكل 100 أنثى 85.2 ذكر، ويوجد لكل 100 أنثى في الثامنة عشر من عمرها فما فوق 86.7 ذكر.
بلغ متوسط دخل الأسرة في البلدة 29,013 دولارًا، أما متوسط دخل العائلة فبلغ 36,250 دولارًا. وكان متوسط دخل الذكور 28,558 دولارًا مقابل 17,222 دولارًا للإناث. وسجل دخل الفرد الخاص بالبلدة 13,582 دولارًا. وكانت نسبة 12.2% من العائلات ونسبة 15.9% من السكان تحت خط الفقر، وكان من هؤلاء نسبة 21.4% تحت سن الثامنة عشر ونسبة 21.5% في الخامسة والستين من العمر وما فوق.

### تعداد عام 2010
بلغ عدد سكان فالي هيد 558 نسمة بحسب تعداد عام 2010، وبلغ عدد الأسر 228 أسرة وعدد العائلات 155 عائلة مقيمة في البلدة. في حين سجلت الكثافة السكانية 56.9 نسمة لكل كيلومتر مربع (147.4/ميل2). وبلغ عدد الوحدات السكنية 269 وحدة بمتوسط كثافة قدره 27.4 لكل كيلومتر مربع (71.0/ميل2).
وتوزع التركيب العرقي للبلدة بنسبة 91.94% من البيض و1.79% من الأمريكيين الأفارقة و0.90% من الأمريكيين الأصليين و0.18% من الأمريكيين ذوي الأصول الآسيوية و2.33% من الأعراق الأخرى و2.87% من عرقين مختلطين أو أكثر و3.05% من الهسبانيون أو اللاتينيون من أي عرق.
بلغ عدد الأسر 228 أسرة كانت نسبة 28.5% منها لديها أطفال تحت سن الثامنة عشر تعيش معهم، وبلغت نسبة الأزواج القاطنين مع بعضهم البعض 48.7% من أصل المجموع الكلي للأسر، ونسبة 15.4% من الأسر كان لديها معيلات من الإناث دون وجود شريك، بينما كانت نسبة 3.9% من الأسر لديها معيلون من الذكور دون وجود شريكة وكانت نسبة 32% من غير العائلات. تألفت نسبة 26.8% من أصل جميع الأسر من عدة أفراد يعيشون في نفس المنزل ونسبة 11.8% كانت تتألف من شخص يعيش بمفرده يبلغ من العمر 65 عاماً أو أكثر. وبلغ متوسط حجم الأسرة المعيشية 2.45، أما متوسط حجم العائلات فبلغ 2.94.
بلغ العمر الوسطي للسكان 39.7 عاماً. وكانت نسبة 22.8% من القاطنين تحت سن الثامنة عشر، وكانت نسبة 8.1% بين الثامنة عشر والرابعة والعشرين عاماً، ونسبة 26.5% كانت واقعةً في الفئة العمرية ما بين الخامسة والعشرين والرابعة والأربعين عاماً، ونسبة 29.2% كانت ما بين الخامسة والأربعين والرابعة والستين، ونسبة 13.4% كانت ضمن فئة الخامسة والستين عاماً فما فوق. وتوزع التركيب الجنسي للسكان بنسبة 47.1% ذكور و52.9% إناث.

## المناخ
يظهر الجدول التالي التغييرات المناخية على مدار السنة لفالي هيد:
| البيانات المناخية لـفالي هيد       | البيانات المناخية لـفالي هيد | البيانات المناخية لـفالي هيد | البيانات المناخية لـفالي هيد | البيانات المناخية لـفالي هيد | البيانات المناخية لـفالي هيد | البيانات المناخية لـفالي هيد | البيانات المناخية لـفالي هيد | البيانات المناخية لـفالي هيد | البيانات المناخية لـفالي هيد | البيانات المناخية لـفالي هيد | البيانات المناخية لـفالي هيد | البيانات المناخية لـفالي هيد | البيانات المناخية لـفالي هيد |
| الشهر                              | يناير                        | فبراير                       | مارس                         | أبريل                        | مايو                         | يونيو                        | يوليو                        | أغسطس                        | سبتمبر                       | أكتوبر                       | نوفمبر                       | ديسمبر                       | المعدل السنوي                |
| ---------------------------------- | ---------------------------- | ---------------------------- | ---------------------------- | ---------------------------- | ---------------------------- | ---------------------------- | ---------------------------- | ---------------------------- | ---------------------------- | ---------------------------- | ---------------------------- | ---------------------------- | ---------------------------- |
| الدرجة القصوى °ف (°م)              | 79 (26)                      | 80 (27)                      | 90 (32)                      | 92 (33)                      | 100 (38)                     | 104 (40)                     | 106 (41)                     | 105 (41)                     | 104 (40)                     | 98 (37)                      | 90 (32)                      | 78 (26)                      | 106 (41)                     |
| متوسط درجة الحرارة الكبرى °ف (°م)  | 49.3 (9.6)                   | 53.8 (12.1)                  | 62.1 (16.7)                  | 70.7 (21.5)                  | 78.2 (25.7)                  | 85.3 (29.6)                  | 88.5 (31.4)                  | 88.2 (31.2)                  | 82.5 (28.1)                  | 72.7 (22.6)                  | 64.4 (18.0)                  | 51.6 (10.9)                  | 70.6 (21.5)                  |
| متوسط درجة الحرارة الصغرى °ف (°م)  | 27.5 (−2.5)                  | 30.2 (−1.0)                  | 36.4 (2.4)                   | 43.5 (6.4)                   | 53.5 (11.9)                  | 62.4 (16.9)                  | 66.6 (19.2)                  | 65.9 (18.8)                  | 58.6 (14.8)                  | 46.2 (7.9)                   | 37.3 (2.9)                   | 30.0 (−1.1)                  | 46.5 (8.1)                   |
| أدنى درجة حرارة °ف (°م)            | −15 (−26)                    | −18 (−28)                    | −4 (−20)                     | 12 (−11)                     | 28 (−2)                      | 35 (2)                       | 45 (7)                       | 45 (7)                       | 29 (−2)                      | 19 (−7)                      | −2 (−19)                     | −8 (−22)                     | −18 (−28)                    |
| الهطول إنش (مم)                    | 5.44 (138)                   | 5.53 (140)                   | 5.04 (128)                   | 4.54 (115)                   | 4.65 (118)                   | 4.13 (105)                   | 5.22 (133)                   | 3.52 (89)                    | 4.42 (112)                   | 3.43 (87)                    | 4.99 (127)                   | 4.06 (103)                   | 54.97 (1٬395)                |
| متوسط تساقط الثلوج إنش (سم)        | 1.8 (4.6)                    | 1.3 (3.3)                    | 1.3 (3.3)                    | 0.4 (1.0)                    | 0 (0)                        | 0 (0)                        | 0 (0)                        | 0 (0)                        | 0 (0)                        | 0 (0)                        | 0.2 (0.51)                   | 0.9 (2.3)                    | 5.9 (15.01)                  |
| متوسط أيام هطول الأمطار (≥ .01 in) | 12                           | 12                           | 12                           | 11                           | 11                           | 12                           | 12                           | 10                           | 9                            | 8                            | 11                           | 12                           | 132                          |
| المصدر:                            |                              |                              |                              |                              |                              |                              |                              |                              |                              |                              |                              |                              |                              |